# Neonemobius cubensis
Neonemobius cubensis är en insektsart som först beskrevs av Henri Saussure 1874.  Neonemobius cubensis ingår i släktet Neonemobius och familjen syrsor. Inga underarter finns listade i Catalogue of Life.